# بريان باركر
بريان باركر (بالإنجليزية: Bryan Barker)‏ هو لاعب كرة قدم أمريكية أمريكي، ولد في 28 يونيو 1964 في جاكسونفيل بيتش في الولايات المتحدة.

## وصلات خارجية
- بريان باركر على موقع مرجع كرة القدم المحترفة.كوم (الإنجليزية)